# 馬捷烏什夫卡
49°11′10″N 25°30′17″E / 49.18611°N 25.50472°E
馬捷烏什夫卡（烏克蘭語：Матеушівка），是烏克蘭的村落，位於該國西部捷爾諾波爾州，由喬爾特基夫區負責管轄，距離普什卡里2.5公里，面積1.47平方公里，2001年人口216。